# ۸۹۷ (قمری)
۸۹۷ (قمری)، هشتصد و نود و هفتمین سال در گاهشماری هجری قمری است. اول محرم این سال برابر با سیزدهم نوامبر سال ۱۴۹۱ میلادی است.